# Hino Nacional Brasileiro
Hino Nacional Brasileiro (Hino Nacional do Brasil), även kallad Ouviram do Ipiranga, Brasiliens nationalsång. Den ursprungliga melodin komponerades av Francisco Manoel da Silva vid frigörelsen från Portugal 1822 men fick text (av Joaquim Osório Duque Estrada) och blev nationalsång först 1890. I samband med detta ändrades även melodin något.

## Ljud
|  |
|  |

|  |
|  |